# Duwamish River
Pour les articles homonymes, voir Duwamish.
La Duwamish River est le nom des derniers 19 km de la Green River, un cours d'eau situé dans l'État américain de Washington. Son estuaire industrialisé est connu sous le nom de Duwamish Waterway. La Duwamish River se jette dans la baie Elliott à Seattle. Elle porte le nom de la tribu amérindienne de Duwamish.